# Lutfryd
Lutfryd – imię męskie pochodzenia germańskiego, nadawane w Polsce od średniowiecza i notowane w formie (Lutfrid), (Litfryd) i (Lifrit). Odnotowano także formę Lafaret, która być może była wariantem tego imienia. Pierwszy człon wiąże się z germ. leudi — "lud, ludzie", stwniem. liuti — "członkowie zgromadzenia ludowego"; liut — "lud", śrwniem. liute, stsas. liud(i) — "ludzie". Człon drugi to germ. friþu — "przyjaźń, później pokój", stwniem. fridu, stsas. frithu, śrwniem. vride, vrit, śrniem. vrede — "pokój, spokój". Imię to można rozumieć jako "przynoszący pokój ludowi".   
Patronem tego imienia w Kościele katolickim jest św. Lutfryd (Leutfryd) z Évreux (†738).
Lutfryd imieniny obchodzi 21 czerwca.

## W innych językach
- łacina: Leodefridus, Leutfridus
- język angielski: Leufred, Leufroy, Leutfridus
- język niemiecki: Leutfried, Luitfried[3]

## Znane osoby noszące imię Lutfryd
- Lutfryd II, ojciec Hugona I Trwożliwego,
- Lutfryd III, syn Hugona I Trwożliwego.